# Demigod (альбом)
Demigod (в переводе с англ. — «Полубог») — седьмой студийный альбом польской блэк-дэт-метал-группы Behemoth. Альбом был записан в студии Hendrix с мая по июль 2004 года и был издан 11 октября 2004 года в Польше, 8 ноября в Европе, 25 октября в США. Дэниэл Бергстранд произвёл микширование записей на Dug out Studios (Уппсала, Швеция) в июле — августе 2004 года. Мастеринг был произведён Томасом Эбергером в Cutting Room в Стокгольме в августе 2004 года.
Альбом Demigod был продан в количестве 10 тысяч копий в течение трёх месяцев после выпуска в США. Demigod стал первым альбомом, выпущенным группой Behemoth в новом составе, вместе с бас-гитаристом Томашом «Orion» Врублевским и гитаристом Патриком «Seth» Штибером.

## Работа над альбомом
Группа приступила к работе над записью альбомом в начале 2004 года и выпустила его 11 октября 2004 в Польше, 8 ноября 2004 в Европе, 25 октября 2004 в США. Записи началась 2 мая в Люблине в студии Hendrix Studios в сотрудничестве с продюсером и звукоинженером Аркадиушом «Malta» Мальчевским. Дэниэл Бергстранд произвел микширование записей на Dug out Studios в городе Уппсала, Швеция в июле и августе 2004 года. Процесс записи и сведения альбома был завершён в июле 2004 года. Кроме того в записи альбома Demigod присутствовал Люблинский мужской академический хор и Пётр Банька в роли дирижера и запись синтезатора.
Комментарий о сотрудничестве с Дэниэлом Бергстрандом:
Похоже, что это было решающим элементом всего процесса записи альбома Demigod. Я могу заверить вас, что ни один из альбомов Behemoth никогда не звучал так свежо и чертовски трудно. Дэниэл Бергстранд привнёс много нового в нашей с ним работе. Работа с таким опытным человеком была очень важной, необходимый, так как этот человек мог посмотреть на наш звук с несколько другой точки зрения, с другой стороны ... более объективный взгляд..
После того как был закончен процесс микширования Дэниэлом Бергстрандом на Dug out Studios в городе Уппсала, Швеция в июле и августе 2004 года, группа отправилась в Cutting Room в Стокгольме, Швеция, где в августе 2004 года, Томасом Эбергером был произведён мастеринг альбома Demigod.
В композиции «XUL» содержится гитарное соло участника группы Nile Карла Сандерса.
Комментарий Darskiego о участии в записи Карла Сандерса:
Карл Сандерс и гости из Nile с которыми мы знакомы в течение нескольких лет, и каждый раз, когда мы встречаемся, мы прекрасно ладим. Я очень уважаю то, что они делают, и я большой фанат их альбомов, которые очень оригинальны. Когда я спросил Карла, согласен ли он сыграть что-то в качестве гостя на Demigod он отреагировали с энтузиазмом.

## Дополнительно
Группа сняла видеоклип на песню «Conquer All», режиссёром стала Джоанна Речнио, которая сотрудничала с такими исполнителями, как ОНА и Sistars. Летом 2005 года группа сделала клип на песню «Slaves Shall Serve» снова в сотрудничестве с Джоанной Речнио.
Комментарий Адама «Nergal» Дарского:
Дженни сделала блестящую работу на съёмках «Conquer All», но я думаю, что в этот раз мы пошли еще дальше. У нас был большой бюджет. Зная, чего ожидать после работы, я написал очень подробный сценарий, который был гораздо легче для нас.

## Музыка и слова
Музыка для всех песен сочинена Адамом «Nergal» Дарским, он также написал большинство текстов. Исключение составляют песни «Nephilim Rising», «Mysterium Coniunctionis (Hermanubis)» и «Slaves Shall Serve», которая была написана в соавторстве с Кшиштофом Азаревичем и текст «Before the Æons Came» Чарльз Суинбёрн. Буклет альбома несёт краткое описание текстов отдельных треков.

## Список композиций
| №   | Название                               | Текст песни      | Музыка | Длительность |
| --- | -------------------------------------- | ---------------- | ------ | ------------ |
| 1.  | «Sculpting the Throne Ov Seth»         | Nergal           | Nergal | 4:41         |
| 2.  | «Demigod»                              | Nergal           | Nergal | 3:31         |
| 3.  | «Conquer All»                          | Nergal           | Nergal | 3:29         |
| 4.  | «The Nephilim Rising»                  | Кшиштоф Азаревич | Nergal | 4:20         |
| 5.  | «Towards Babylon»                      | Nergal           | Nergal | 3:21         |
| 6.  | «Before the Æons Came»                 | Чарльз Суиннбёрн | Nergal | 2:58         |
| 7.  | «Mysterium Coniunctionis (Hermanubis)» | Кшиштоф Азаревич | Nergal | 3:40         |
| 8.  | «XUL»                                  | Nergal           | Nergal | 3:11         |
| 9.  | «Slaves Shall Serve»                   | Кшиштоф Азаревич | Nergal | 3:04         |
| 10. | «The Reign Ov Shemsu-Hor»              | Nergal           | Nergal | 8:26         |

## В записи участвовали
Behemoth
- Адам «Nergal» Дарский — вокал, соло-гитара, акустическая гитара, лирика
- Збигнев Роберт «Inferno» Проминьский — ударные, перкуссия
- Томаш «Orion» Врублевский — бас-гитара, бэк-вокал
- Патрик «Seth» Штибер — гитара, бэк-вокал

Сессионные музыканты
- Карл Сандерс — гитарное соло на «XUL»

Production
- Аркадиуш «Malta» Мальчевский — звукоинженер
- Томаш «Graal» Данилович — дизайн и оформление обложки, The Core Ov Hell mask design
- Кшиштоф Азаревич — лирика
- Зенон Дарский — weaponry and armour, The Core Ov Hell
- Томас Эбергер — мастеринг
- Шарон Е. Веннекерс — консультации по грамматике
- Доминик Куляшевич — фотограф
- Кшиштоф Садовский — фотограф
- Академический мужской хор из Люблина
- Норберт Грабяновский — The Core Ov Hell
- Пётр Банька — синтезатор